# Calymmaria iviei
Calymmaria iviei är en spindelart som beskrevs av Ernst Heiss och Draney 2004. Calymmaria iviei ingår i släktet Calymmaria och familjen panflöjtsspindlar. Inga underarter finns listade.